# Sandra van Berkum
Sandra van Berkum (Baarn, 28 november 1968 – 15 september 2021) was een Nederlands auteur, voice-over, nieuwslezer en kunsthistorica.

## Opleiding
Zij studeerde Kunstgeschiedenis en Archeologie in Utrecht waarbij ze afstudeerde op de 17e-eeuwse tekeningen van Paulus Potter.

## Loopbaan
Van Berkum werkte in de kunsthandel en als PR-medewerker bij Museum Het Rembrandthuis. Zij schreef boeken en artikelen over kunst- en cultuurhistorische onderwerpen. Met Michiel Kruidenier en Thera Coppens schreef zij in 2004 haar debuut over bijzondere Baarnse serres. In 2006 volgde De Rotterdam. De kunst van het reizen over de interieurs van het stoomschip Rotterdam. Een jaar later verscheen Mien waar is m'n feestneus, een fotoboek over feesten in Nederland, van Moederdag tot Bevrijdingsdag. Na Op reis met de Rotterdam, verschenen Captain's dinner, een kookboek van de Holland-Amerika Lijn dat zij samen met Tal Maes maakte en Kunst aan boord waarin de kunstschatten aan boord van het s.s. Rotterdam in beeld zijn gebracht. Ter gelegenheid van een grote overzichtstentoonstelling over zilverkunst in het Gemeentemuseum in Den Haag in 2016 schreef zij in de publicatie Zilverkunst in Nederland een relaas over de ontwikkeling van dit vakgebied. 
Van Berkum was onder andere nieuwslezeres/redacteur bij Radio Veronica (Sky Radio) en Classic FM en Novum Nieuws (Sublime FM, Decibel, Dolfijn FM). Als voice-over was zij regelmatig te horen op radio en televisie.
Ze overleed in 2021 op 52-jarige leeftijd.